# دونالد وينيكات
دونالد وودز وينيكات (بالإنجليزية: Donald Winnicott)‏ (وُلد في السابع من أبريل عام 1896 –توفي في الخامس والعشرين من شهر يناير عام 1971) هو طبيب أطفال انجليزي ومحلل نفسي وزميلٌ لكلية الأطباء الملكية، وكان له دورٌ مؤثرٌ جداً في مجال علم النفس التنموي ونظرية العلاقة بالموضوع. كان أحد الأعضاء القياديين في المجموعة المستقلة البريطانية التابعة للجمعية البريطانية للتحليل النفسي، ورئيساً للجمعية السابقة مرتين (في الفترتين ما بين عامي 1956 و1959، وعامي 1965 و1968)، وكان على اتصال وثيق بالمحللة النفسية ماريون ميلنر.
يُشتهر وينيكات بأفكاره ومفاهيمه المتعلقة بعلم النفس، مثل مصطلحي الذات الحقيقية والذات الوهمية، ومفهوم «الوالد جيد بما فيه الكفاية» والكائن الانتقالي. ألف وينيكات العديد من الكتب، من بينها «اللهو والواقع»، وأكثر من 200 ورقة بحثية.

## النشأة وتعليمه
وُلد وينيكات في السابع من شهر أبريل عام 1896 في بليموث ضمن مقاطعة ديفونشاير. والدته إليزابيث مارثا (وودز) وينيكات ووالده السير جون فريدريك وينيكات. كان والده تاجراً، وحاز رتبة فارسٍ عام 1924 بعدما شغل منصب عمدة بليموث مرتين.
كانت عائلة وينيكات ثرية وسعيدة في العلن، لكن في الحقيقة، تعرّض دونالد للاضطهاد من طرف والدته، والتي سادت عليها مظاهر الاكتئاب، وأيضاً للاضطهاد من طرف شقيقتيه ومربيته. تأثر دونالد بوالده، بصفة الأخير مفكراً حراً وجريئاً، فشجع إبداع ابنه. وصف وينيكات نفسه بالمراهق المضطرب، فلم يكن يتصرف وفقاً للطبيعة الخيرة بداخله، بل حاول تقييد تلك الطبيعة التي اكتسبها جرّاء اختباره مزاج والدته الحزين والمظلم، ومحاولته التخفيف عنها. أصبحت بذور الوعي الذاتي تلك ركيزة اهتمامه بالتعامل مع الشباب المضطربين.
فكّر وينيكات أولاً بدراسة الطب حينما كان في مدرسة ذا ليس، وهي مدرسة داخلية في كامبردج، وذلك بعدما كسر عظم ترقوته ودوّن في مذكراته رغبته علاجَ نفسه. بدأ أولاً الدراسات ما قبل السريرية في كلية جيسوس في كامبردج عام 1914، ولكن مع اندلاع الحرب العالمية الأولى، اضطر إلى تأجيل دراسته والعمل بمنصب متدرب في المستشفى المؤقت في كامبردج. في العام 1917، التحق وينيكات بالبحرية الملكية بصفته ضابطاً طبياً، وعمل على متن المدمرة إتش إم إس لوسيفر.
لاحقاً في ذاك العام، بدأ دراسة الطب السريري في كلية مستشفى سانت بارثولوميو الطبية في لندن. وخلال تلك الفترة، تعلّم من المُشرف عليه فنّ الاستماع الدقيق للمرضى عندما يدوّن تاريخهم الطبي، وتلك مهارة ستصبح لاحقاً أساس مهنته في التحليل النفسي.

## مسيرته المهنية
أكمل وينيكات دراسة الطب في عامي 1920 و1923، وفي العام الأخير، عقد أولى زيجاته من الفنانة أليس باكستون وينيكات (تايلور بالولادة). كانت زوجته نحاتة تصنع منحوتات خزفية، وتزوجا في السابع من شهر يوليو عام 1923 في كنيسة سانت ماري في فريشنام. عانت أليس من «اضطرابات نفسية شديدة» فاستخدم وينيكات العلاج النفسي بنفسه للتعرّف على الاضطرابات التي خلقها مرضها النفسي. شغل وينيكات منصب طبيب في مستشفى بادينغتون غرين للأطفال في لندن، وعمل هناك لمدة 40 سنة بصفته طبيب أطفالٍ ومختصاً بالتحليل النفسي للأطفال. في عام 1923، بدأ وينيكات تحليلاً نفسياً بمشاركة الطبيب جيمس ستراتشي امتدّ لعشر سنوات، وفي عام 1927، بدأ التدرب بصفته محلِلاً مُزكى له. تحدّث ستراتشي عن حالة وينيكات مع زوجته أليكس ستراتشي، وتبيّن أن حياة وينيكات الجنسية تضررت جراء مشاكل في الانتصاب وخوفه من الأعضاء التناسلية الأنثوية. بدأ تحليل وينيكات الثاني عام 1936، وكان مع المحللة النفسية جون ريفيري.
برز وينيكات في الساحة عقب التنافس بين أتباع آنا فرويد وأتباع ميلاني كلاين، وكان سبب الخلاف يتمحور على أحقية الجماعتين باتخاذ لقب «خلفاء سيغموند فرويد الحقيقيين». وبعيداً عن المباحثات الخلافية المثيرة للجدل خلال الحرب العالمية الأولى، اتُفق على حل وسطي نشأ عنه ثلاث مجموعات من حركات التحليل النفسي: الفرويدون والكلاينيون و«المجموعة الوسطى» المؤلفة من الجمعية البريطانية للتحليل النفسي (والتي دُعيت لاحقاً بالمجموعة المستقلة)، وهي المجموعة التي انتمى وينيكات إليها، بالإضافة إلى رونالد فياربرين ومايكل بالينت ومسعود خان وماريون ميلنر ومارغريت ليتل.
خلال الحرب العالمية الثانية، خدم وينيكات في برنامج «إخلاء المدنيين في بريطانيا خلال الحرب العالمية الثانية» بصفته استشارياً بالطب النفسي. وفي تلك الفترة، التقى بكلير بريتون وعمل معها، وهي طبيبة نفسية تعمل في الخدمة الاجتماعية وأصبحت زميلته أثناء علاج الأطفال المُهجرين من منازلهم جراء الإخلاء. درّس وينيكات بعد الحرب، وطلبت منه جانيت كويغلي وآيزا بينزي من إذاعة الـ بي بي سي أن يقدّم أكثر من 60 جلسة على الراديو بين عامي 1943 و1966. بدأت أول سلسلة من تلك الجلسات عام 1943 بعنوان «الأطفال السعداء». وجراء نجاح هذا البرنامج، عضرت كويغلي عليه أن يتسلم إدارة محتوى تلك الجلسات، لكن دوره أصبح استشارياً وظلّت كويغلي تقدم النصائح له.
تطلّق وينيكات من زوجته الأولى عام 1949 وتزوّج كلير بريتون (1907–1984) عام 1951. وبعد الحرب، عالج وينيكات بعض المرضى في عيادته الخاصة. كان آر. دي. لينغ واحداً من المعاصرين الذين تأثروا بوينيكات، وكتب له عام 1958 اعترافاً بمساعدته.
توفي وينيكات في الخامس والعشرين من شهر يناير عام 1971، عقب سلسلة من النوبات القلبية، وأُحرق جثمانه في لندن. أشرف كلير وينيكات على نشر عددٍ من أعمال زوجها المتوفي.

## مبدأ الاحتضان
أدى عمل وينيكات في العلاج النفسي مع الأطفال وأمهاتهم إلى تطوير المبدأ المؤثر الخاص به، والذي يتعلق بالـ «البيئة الحاضنة». ادعى وينيكات أن «الأمهات تقدمن جوهر وأساس الرعاية الصحية لأولادهن عن طريق الاعتناء بهم بشكل طبيعي».
اعتبر وينيكات أن «تصرفات الأم المتمثلة باحتضان طفلها وتحميمه وإطعامه، وأي شيء تقوم به من أجل طفلها، سيندرج تحت الفكرة الأولى التي تنشأ لدى الطفل عن أمه»، بالإضافة إلى امتلاك القدرة لدى الطفل على اختبار الجسد باعتباره مكاناً يوفر له الأمان. استنبط وينيكات مبدأ الاحتضان من الأم، وطبقه على العائلة والعالم الخارجي ككل، فوجده وينيكات أساسياً لاستمرار نمو واتساع دائرة الأشياء التي نتعلق بها ابتداءً من العائلة، ومروراً بالمدرسة والحياة الاجتماعية.
كان وينيكات مؤثراً أيضاً من ناحية استعراض عمل التحليل النفسي، وباعتبار أنه يقدّم بيئة حاضنة بديلة ترتكز على علاقة الطفل بأمه. كتب وينيكات: «التفسير الصحيح والمُؤقت بدقة خلال جلسات العلاج التحليلي يعطي شعوراً مشابهاً للاحتضان الجسدي، ويكون حقيقياً أكثر من الاحتضان الجسدي الفعلي أو الرعاية التي قد يحصل عليها الشخص. التفهم أعمق من الفعل الجسدي».
شدد وينيكات في مؤلفاته النظرية على مشاطرة المشاعر -أو ما يُطلق عليه التقمص الوجداني- والمخيلة، أي بمعنى آخر، ووفقاً للفيلسوفة مارثا نوسباوم التي كانت من مؤيدي أعمال وينيكات، العقد الأسمى الذي يخلق الحب بين شخصين مضطربين أو غير طبيعيين.

## الميول المعادية للمجتمع
ترتبط الميول المعادية للمجتمع، وفق ما أسماها وينيكات، بمبدأ المَسْك، وادعى أن تلك الميول قد تظهر لدى الفرد الطبيعي، أو لدى الأفراد الذين يعانون من اضطرابات عصبية أو نفسية. اعتقد وينيكات أن الحَدَث (القاصر) الجانح يبحث عن شعور بالأمان افتقده من طرف العائلة، أو من طرف المجتمع بشكل أوسع. اعتبر أن السلوك المعادي للمجتمع بمثابة صرخة استغاثة، وأن الإحساس بفقدان الاستقامة والنزاهة يؤجج السلوك العدائي، خاصة عندما تكون البيئة المُتَشبث بها سيئة أو ممزقة.